# Cotinga emplomallada collroja
La cotinga emplomallada collroja (Ampelion rufaxilla) és una espècie d'ocell de la família dels cotíngids (Cotingidae) que habita els boscos de l'est i centre de Colòmbia, est del Perú i oest de Bolívia.